# Meteorus fumipennis
Meteorus fumipennis är en stekelart som beskrevs av Muesebeck 1923. Meteorus fumipennis ingår i släktet Meteorus och familjen bracksteklar. Inga underarter finns listade i Catalogue of Life.